# 荒木義行
荒木 義行（あらき よしゆき、1958年〈昭和33年〉7月22日 - ）は、日本の政治家。熊本県合志市長（4期）。元熊本県議会議員（4期）。

## 概要
熊本県出身。熊本県立菊池高等学校卒業後、専修大学法学部に入学。1977年10月、警視庁に入庁し、大学は1980年に中退した。1986年に退官し、魚住汎英参議院議員の秘書を務める。
1995年、熊本県議会議員選挙に出馬し、初当選した。県議時代は自由民主党に所属した。
2007年4月の県議選で4期目の当選を果たす。同年5月28日、かねてから事務所費の架空計上問題で追及を受けていた松岡利勝衆議院議員が、農林水産大臣在職のまま自殺。松岡の自殺により、7月29日投開票の熊本3区補欠選挙に松岡の後援会から要請を受け、無所属で立候補したが、同じく無所属で出馬した前職の坂本哲志（2005年の第44回衆議院議員総選挙で自民党公認を得られず、無所属で出馬し、松岡に敗北した）に敗れ、次点で落選した。
2010年、合志市長選挙に無所属で出馬し、現職の大住清昭を破り初当選した（荒木：13,776票、大住：12,332票。投票率は62.19％）。4月2日、合志市長に就任。
2014年、無投票で再選。2018年、無投票で3選。2022年、無投票で4選。

## 市政
DHCとの協定解消
2017年（平成29年）8月、合志市は「市民の健康増進や地域産業の活性化」を目的として包括連携協定をDHCと締結した。
その後、DHCは2020年（令和2年）11月、吉田嘉明会長名で在日韓国・朝鮮人に対する偏見に満ちた差別、蔑視発言を同社の公式ウェブサイトに掲載。2021年（令和3年）4月9日、DHCはさらに吉田の差別発言を掲載。吉田は「NHKは幹部・アナウンサー・社員のほとんどがコリアン系」「NHKは日本の敵」と述べた。
同年同月、荒木は協定凍結をDHCに伝えた。「文章は人種差別にあたる。何も対応しないままでは、会長のメッセージを容認していると捉えられかねず、市民の理解も得られないと判断した」と市は述べている。